# Donato Plögert

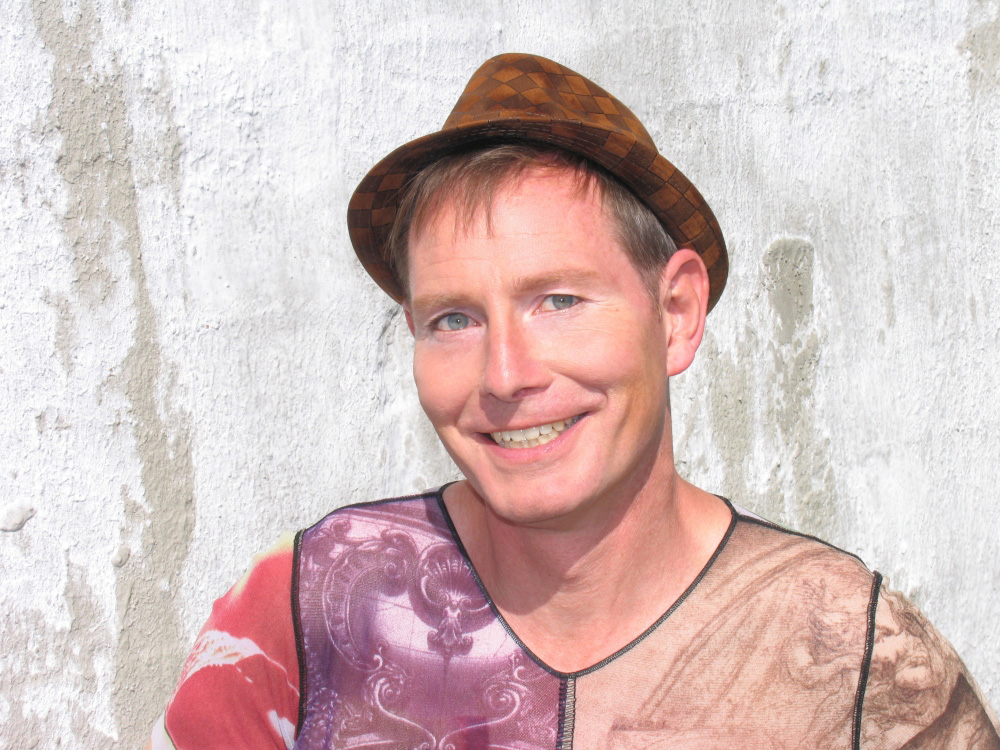
Donato Plögert (2012)

Donato Plögert (* 12. Juli 1967 in Berlin) ist ein deutscher Sänger, Texter, Moderator, Schauspieler und Autor.

## Leben
Mit seinen in Berliner Mundart gehaltenen Programmen tritt Plögert überwiegend auf Deutschlands Kleinkunstbühnen auf, u. a. im Kabarett Die Kneifzange, Opernpalais unter den Linden, Clärchens Ballhaus, Bar jeder Vernunft, Berliner Kabarett Klimperkasten (zu dessen festen Ensemble er zwei Jahre lang gehörte), Die Kleine Philharmonie, Tschechow-Theater und Berliner Brettl.
Im Januar 2014 hatte im Berliner Kabarett Klimperkasten die Berlin-Revue Berlin ist, wenn man trotzdem lacht Premiere, für die Plögert den Titelsong schrieb und auch selber 2 Jahre lang in dem Stück mit auf der Bühne stand.
Plögert trat in Musiksendungen auf, so 1999 in der ZDF-Hitparade, Wunschbox, Alles Gute, Heimatklänge und dem Grand Prix der Volksmusik auf. Bis zur Auflösung 2003 war Plögert Sänger des Berliner Polizei-Orchesters und präsentierte mit ihm zusammen selbst geschriebene Berlin-Chansons und -Gassenhauer bei Konzerten.
Zweimal nahm er in der Schweizer Endausscheidung zum Eurovision Song Contest teil (1993 als Texter, 2011 als Interpret) und erhielt für seine selbst geschriebenen Lieder und deren Präsentation erste Preise bei Festivals in Jugoslawien, Malta, Bulgarien, Mazedonien und der Tschechischen Republik.
Er schrieb mehrere Bücher, zuletzt 2012 Pralles Leben mit Kurzgeschichten zum Thema „Alltagserschwernisse aller Art“.
Plögert schrieb außerdem Lieder für Künstlerkollegen wie Romy Haag, Marie-Luise Nikuta, Olaf Henning, Peter Wieland, Andrea & Wilfried Peetz, Stephan Runge, Hansi Süssenbach, Tino Less, diverse Kabarett-Kollegen und die Musical-Stars Maximilian Mann und Hartwig Rudolz.
2014 nahm Plögert zusammen mit Marie-Luise Nikuta das Duett Knuddel doch mal mit auf. Das von Plögert getextete und von Christian Bruhn komponierte Lied begleitet die bundesweite Kampagne „Knuddel mal wieder“, die sich für mehr Miteinander und mehr Menschlichkeit im Alltag einsetzt.
Im Herbst 2014 folgte die Benefiz-Doppel-CD-Single Liebe lässt sich nicht verbieten/Was ist denn schon normal. Mit diesen beiden von Bruhn/Plögert geschriebenen Songs sollte der Homophobie entgegengewirkt werden. Hierfür interpretierte Plögert einen Song erstmals in russischer Sprache, indem er das Lied in den Sprachen Deutsch, Englisch und Russisch veröffentlichte, die Single erreichte Platz 3 der Schweizer Download-Charts bei iTunes.
Zum Christopher Street Day 2015 schrieb Plögert die von Christian Bruhn komponierte Hymne Es gehört nur Mut dazu, die er zusammen mit Berlins Kultursenator Klaus Lederer und Estelle van der Rhone live vor dem Brandenburger Tor präsentierte.
2015 stellte Plögert in Berlin seine neue CD-EP Wolkenkratzer vor. Darauf ist unter anderem der Song Sie suchen nach dem Morgen zu finden, den er als Mitglied der Gruppe Five 4 Refugees aufgenommen hat. In diesem Lied nimmt sich Plögert textlich der Flüchtlingsproblematik in Deutschland an. Hinter der Band verbergen sich die Politiker Thomas Birk (Bündnis 90/Die Grünen), Fabio Reinhardt (Piratenpartei), Hakan Taş (Die Linke) und der Unternehmer Daniel Phillipp Worat, die Plögert für dieses Aufnahme als gesangliche Mitstreiter gewinnen konnte.
Seine Doppel-CD ''Banane'', entstanden in Zusammenarbeit mit Komponist Christian Bruhn, stieg auf Platz 30 der Deutschen Pop-Album-Download Charts bei iTunes ein.
Als Textdichter der CD Lieder sind Freunde war Plögert Teil eines Projektes des Vereins „Demenz-Support-Stuttgart“. Dieser ließ demente Menschen aus Deutschland, Österreich und der Schweiz ihr Leben erzählen. Aus diesen Erzählungen entstanden dann 14 von Christian Bruhn komponierte Lieder, die von verschiedenen Interpreten (u. a. auch von Plögert selbst) eingesungen wurden.
Als Schauspieler sah man Donato Plögert erstmals 1999 zusammen mit Knut Berger in dem Festival-Kurzfilm „Die Begegnung – Secrets“ (Regie: Angela C. Popp) in der Rolle des Barkeepers Lars. Im Frühjahr 2019 war Donato Plögert zwei Monate lang in der Rolle des Performance-Künstlers Jan Fechner in der TV-Serie Berlin Tag und Nacht bei RTL2 zu sehen. In diese Serie kehrte er als Event-Location-Besitzer Martin Drossel nochmals im November 2023 zurück. Es folgten dann zunächst kleine Rollen in Serien wie Rampensau (VOX), Nachtschwestern (RTL), All you need (ARD degeto) und in ZDF-Krimiserien wie Bulle & Bulle, Ein starkes Team („Die letzte Reise“) und Schwartz & Schwartz. Inzwischen spielte er auch unter der Regie von Detlev Buck, Marc Rothemund und Till Endemann. Im Januar 2021 verkörperte Plögert bei SAT1 den alkoholabhängigen Ordnungsamt-Mitarbeiter Randolf Schneider in der Serie „Auf Streife“ und im September 2021 sah man ihn erstmals an der Seite von TV-Anwalt Ingo Lenßen in der SAT1-Serie „Lenßen übernimmt“ als Immobilienbesitzer Robert Gebhardt in der Folge „Die Mietnomaden“. In dieser Serie war er im Juni 2022 auch als Klaus Paschulke in der Folge „Taxifahrt des Grauens“ zu sehen, wo er mit einem fiesen Plot den Vermieter zur Kündigung des Mietvertrages einer neuen Nachbarin bewegen möchte. In der vierten (und finalen) Staffel von „Lenßen übernimmt“ übernahm Plögert in der im Februar 2023 ausgestrahlten Folge „Taxidriver:In“ zum letzten Mal eine Rolle in der Dramedy-Serie und mimte als Volker Schubert den cholerischen Inhaber einer Taxizentrale in Berlin-Kreuzberg. Im Juni 2023 verkörperte Plögert den IT-Berater Frank Maurer, dem angeklagten Drahtzieher einer Kindesentführung, in der RTL-Serie „Barbara Salesch – Das Strafgericht“. Im Dezember desselben Jahres spielte er als Familienvater Paul Meyer eine Episodenhauptrolle in der RTL-Serie "Verklag mich doch!"
Im November 2019 erschien anlässlich seines 25. Bühnenjubiläums das Download-Album Ein Lied kann eine Brücke sein – vom Grand Prix d' Eurovision zum Eurovision Song Contest.
Eine besondere Ehre wurde Donato Plögert im September 2022 zuteil, als Salvador Sobral – Portugals bisher einziger Sieger des Eurovision Song Contest – mit ihm zusammen bei seinem Deutschland-Konzert in Berlin auf der Bühne die von Plögert getextete und interpretierte deutsche Originalversion seines Siegertitels „Amar pelos dois“ (Mein Herz liebt für zwei) live als Duett präsentierte.

## Ehrungen und Auszeichnungen
- 2010 Preisträger des 1. Kleinkunstwettbewerbes beim Volksfest „Steglitzer Woche“ in Berlin.
- 2015, 2016 und 2017 „Künstler des Jahres“ in der Hörerwahl des Internetradios „Chaos Radio Berlin“.

## Diskographie
Alben
- Eins blieb ungesagt (1996)
- Wenn ich nur wüßte… (1997)
- Sowas vergißt man nicht! (1998)
- Na, aba Hallo! (2002)
- Mittenmang (2004)
- Doll wat los (2007)
- Die Welt ist Berlin (2009)
- Werderweihnachtswunderland (2011)
- Dufte (2013)
- Ich bin geboren um zu leben – Hits & Raritäten (nur Download) (2015)
- Schnauze mit Schuss (2016)
- Überall scheint Weihnachten zu sein – Weihnachtsalbum (2016)
- Duette (Doppel-Album) (nur Download) (2017)
- Banane (Doppel-Album) (2018)
- Lieder sind Freunde (2018) Benefiz-CD zugunsten von „Demenz-Support“ (4 Lieder)
- Berlin (nur Download) (2018)
- Ein Lied kann eine Brücke sein – Vom Grand Prix d' Eurovision zum Eurovision Song Contest (nur Download) (2019)
- Schöne Bescherung – 2. Weihnachtsalbum (2020) CD & Download
- Immer lächeln (Doppel-Album) (2022)

Singles
- Da war ein Volk (1996)
- Ein neuer Tag (1999)
- Für wie blöd hältst Du mich (1999)
- Die Frau in ihm (2000)
- Gold von den Sternen (2001)
- Im Lauf der Zeit (2002)
- Verliebt wie noch nie (2003)
- Moritat vom Honichkuchenherz (2004)
- Indianersommer (2005)
- Ich bin geboren um zu leben (2005)
- Versuch's mal mit mir (2006)
- Man ist nie zu alt um jung zu sein (2006)
- Die Frau von über Dir (2007)
- Herz im Kopp (2008)
- Hildchen (Deine Rosen hatten Sommersprossen) (2009)
- Urlaub uff Balkonien (2009)
- Schöne Bescherung (2009)
- Räuber und Gendarm (2010)
- Die Alte mit dem Hackenporsche (2010)
- Folge dem Wind (2010) (Schweizer Selektion Eurovision Song Contest 2011)
- Knuddel doch mal mit (2014) Duett mit Marie-Luise Nikuta
- Liebe lässt sich nicht verbieten!/Was ist denn schon normal? (2014)
- Es gehört nur Mut dazu (2015) Duett mit Estelle van der Rhone & Klaus Lederer
- Sie suchen nach dem Morgen (2015) unter dem Gruppennamen „Five 4 Refugees“
- Wolkenkratzer (2015)
- Liebe lässt sich nicht verbieten/Love can never be forbidden (2016) Pride Version (nur Download)
- Schokokuchen (2019) featuring Stefanie (nur Download)
- Im Jesicht, da krieg'n wa Falten (und am Arsch wär so viel Platz!) (2020) (nur Download)
- Please, vote for me!/Manchmal kommt die Liebe auf vier Pfoten (2023) (nur Download)
- Der Letzte macht das Licht aus/Die alte Dame (2023) (nur Download)
- Zu dir hab ich gleich JA gesagt (2024) Duett mit Alexa Tal (nur Download)

## Bücher
- Sunset Boulevard. Berlin: Eulenspiegel-Verlag, 1999
- Das kann doch jedem passier'n (mit Renate Meliss). Münster: Monsenstein und Vannerdat, 2006
- Pralles Leben. Münster: Monsenstein und Vannerdat, 2012